# Henryk Nielaba
Henryk Nielaba (ur. 5 września 1933 w Piotrowicach, obecnie dzielnica Katowic) – polski szermierz, brązowy medalista olimpijski i wielokrotny medalista mistrzostw świata.
Był przede wszystkim szpadzistą, ale sukcesy odnosił także we florecie. Wraz z drużyną szpadzistów zajął 5. miejsce na igrzyskach olimpijskich w Tokio (1964). Zdobył brązowy medal na igrzyskach w Meksyku (1968), startując razem z Bohdanem Andrzejewskim, Kazimierzem Barburskim, Michałem Butkiewiczem oraz Bohdanem Gonsiorem, a indywidualnie był dziewiąty. Podczas igrzysk olimpijskich w Monachium (1972) był szósty drużynowo, a w turnieju indywidualnym odpadł w ćwierćfinałach.
Podczas mistrzostw świata w Turynie w 1961 roku zdobył brązowy medal we florecie drużynowym. Wynik ten Polacy z Nielabą w składzie powtórzyli na rozgrywanych rok później mistrzostwach świata w Buenos Aires. Kolejne dwa medale zdobył na mistrzostwach świata w Gdańsku (1963): złoty w szpadzie drużynowej i srebrny we florecie drużynowym. Ponadto zdobył również srebro w szpadzie drużynowej na mistrzostwach świata w Ankarze (1970).
Dwa razy był indywidualnym mistrzem Polski (floret - 1958 i szpada - 1972), a w drużynie zdobył 18 złotych medali (wszystkie z Legią Warszawa).
Po zakończeniu kariery pracował jako trener w Szwajcarii.